# معركة نهر باغراداس
كانت معركة نهر باغراداس أو معركة ميمبريسا اشتباكًا وقع في عام 536 م بين القوات البيزنطية بقيادة بيليساريوس وقوات المتمردين بقيادة سطوطزاس. حاصر سطوطزاس قرطاج قبل فترة وجيزة بقوة قوامها 8000 متمرد، و1000 جندي من الوندال (فر 400 بعد أسرهم وإبحارهم إلى أفريقيا بينما كان الباقون يقاومون البيزنطيين في إفريقيا) والعديد من العبيد. كان لدى بيليساريوس 2000 رجل فقط تحت إمرته. عند وصول بيليساريوس، رفع المتمردون الحصار. أراد سطوطزاس إعادة تمركز قواته حتى لا تساعد الرياح العاتية البيزنطيين في القتال قبل بدء المعركة. أهمل سطوطزاس لتحريك أي قوات لتغطية هذه الحركة. رأى بيليساريوس أن الكثير من قوة المتمردين غير منظمة ومكشوفة، فقرر التوجه إلى المتمردين، الذين فروا تقريبًا في حالة من الفوضى. ظلت خسائر المتمردين خفيفة نسبيًا حيث كانت القوة البيزنطية صغيرة جدًا لمطاردة المتمردين الفارين بأمان. سمح بيليساريوس لرجاله، بدلًا من ذلك، بنهب معسكر المتمردين المهجور.